# アイ・ソー・ザ・ライト (映画)
『アイ・ソー・ザ・ライト』（原題: I Saw the Light）は、2015年のアメリカ合衆国の伝記ドラマ映画である。監督と脚本をマーク・エイブラハムが手がけている。トム・ヒドルストンがハンク・ウィリアムズを演じ、エリザベス・オルセンがオードリー・ウィリアムズを演じている。

## あらすじ
1940年代、アメリカにあって、カントリー・ミュージックの新鋭ハンク・ウィリアムズはその才能を見出され、順風満帆の日々を送っていた。もっとも彼が愛していた女性歌手オードリーは、その才能の欠落にもめげずハンクとともに舞台に立ち、同等の評価を認めるよう要求してハンクの母リリーにも嫌悪されていた。オードリーがハンクの子を宿したことで、彼らの家庭にも暖かな空気が満ちることとはなる。しかし、ハンクが独りミュージシャンの登竜門といわれるラジオ番組、『グランド・オール・オプリ』への招聘を受けたことで名声は絶対のものとなり、始まった多忙な日々のなか、家族の絆は失われてゆく。孤独のなか酒と女遊びに溺れてゆくにつれオードリーとの関係は冷え切り、離婚ののち彼はビリー・ジーンやボビーといった女性たちと関係を深める。自身の評価が高まる中、ハンクは肉体と精神を酒に蝕まれ、移動のための自動車で若い命を散らせてゆくのだった。

## キャスト
※括弧内は日本語吹替
- ハンク・ウィリアムズ - トム・ヒドルストン（平川大輔）
- オードリー・ウィリアムズ - エリザベス・オルセン（行成とあ）
- ジェシー・リリーベル・"リリー"・スキッパー・ウィリアムズ - チェリー・ジョーンズ（磯辺万沙子）
- フレッド・ローズ - ブラッドリー・ウィットフォード（羽野だい豆）
- ビリー・ジーン・ジョーンズ - マディー・ハッソン（英語版）（堀井千砂）
- ボビー・ジェット - レン・シュミット（英語版）（山中まどか）

## 上映
2015年9月11日、第40回トロント国際映画祭にてプレミア上映された。アメリカ合衆国では、2016年3月25日に一般公開された。

## 評価
Rotten Tomatoesでは、126件の批評家レヴューで平均値は4.7点、支持率は21%だった。Metacriticでは、35件の批評家レヴューで平均値は47点だった。
本作に5点満点の3点を与えた『The Guardian』のピーター・ブラッドショウは、トム・ヒドルストンの外見からアクセント、歌唱までに至る役作りを称賛しつつ、エリザベス・オルセンの自然体でくつろいだ演技が彼の演技と調和しながらも十分に展開されていない点を批判している。『The Independent』のジェフリー・マクナッブは、役者たちの演技を高く評価する一方、「本作はハンク・ウィリアムズの楽曲が持つ感情的な深みに達していない」と述べて、5点満点の2点を与えた。